# Greenwich (condado de Fairfield)
Greenwich es un lugar designado por el censo ubicado en el condado de Fairfield en el estado estadounidense de Connecticut. En el año 2010 tenía una población de 12,942 habitantes.

## Geografía
Greenwich se encuentra ubicado en las coordenadas 41°1′33″N 73°37′50″O / 41.02583, -73.63056.